# Art of Fighters
Gli Art Of Fighters sono un gruppo di dj e produttori italiani di musica hardcore.

## Storia del gruppo
Il gruppo nasce a Coccaglio provincia di Brescia. Dopo tre anni di pratica con Fast Tracker, grazie all'aiuto degli Stunned Guys, nel dicembre del 1999 pubblicano The Beat Can't Change, il loro primo EP.
Sarà però solo con il secondo disco, Artwork, che il gruppo diventerà un'icona nel panorama Hardcore.
Durante le esibizioni live e dj gli Art of Fighters utilizzano delle maschere da hockey bianche, simili a quella vista nel film Venerdì 13, e personalizzate per ognuno dei vari membri del gruppo: una A sulla fronte e due triangoli ai lati per Cristian, una X per Luca.
Verso la fine del 2002 il gruppo decide di abbandonare l'uso di FastTracker per passare a Logic Studio: il primo disco così prodotto sarà Earthquake. 
A partire dal 2003, con l'uscita di Sinapse, Cristian e Matteo producono una serie di brani dal sound più sperimentale e dark sotto il nuovo pseudonimo di Meccano Twins, alias parallelo al progetto principale. 
Successivamente Cristian si avvale della collaborazione del disc jockey italo-spagnolo José Sendra, che diviene unico membro del progetto.
Nel 2008, successivamente all'uscita del loro primo doppio album, Matteo decide di abbandonare la carriera musicale; visto il cambiamento, il gruppo si ristruttura: Cristian divenne l'unico produttore del gruppo e Luca l'MC  e Dj
Nel 2010 realizzano per un capitolo della saga di rhythm game Beatmania IIDX la traccia Breaking the Ground. Nel 2013 si sono esibiti al Qlimax, evento olandese di musica hardstyle.

## Discografia

### 1999
- The beat can't change
- Harmful art
- Hardcore makes the world move
- Release 2.0

### 2000
- Release 3.0

### 2001
- Artwork
- Too strange
- Under construction
- Release 3.1
- Try to be still
- Release 4.0
- Alleluja motherfuckers
- Shotgun

### 2002
- Pussy lovers
- Digital shampoo
- Release 5.0
- Sin=Art
- Release 6.0
- Earthquake
- Bitcrusher
- Release 7.0

### 2003
- I became hardcore
- Balls breakers
- Pump motherfuckers
- Sinapse (with the alias Meccano Twins)
- Under destruction
- Eating steel

### 2004
- Game don't stop
- Mistake
- Thelastrelease (with the alias Meccano Twins)
- Kick type 2 (with the alias Meccano Twins)
- Intro-Mission (with the alias Meccano Twins)
- Shittin' steel (with the alias Meccano Twins)

### 2005
- I'm your enemy
- Thousand faces conspiration
- System:reload
- Breath (with the alias Meccano Twins)
- Machine-Slaves (with the alias Meccano Twins)
- Still stealing the steel (with the alias Meccano Twins)

### 2006
- Revenge
- Shotgun (AoF reloaded)
- Premonition (official Raving Nightmare 2006 anthem)
- Follow me
- Bomberman
- Illusion (with the alias Meccano Twins)
- Pure intentions (with the alias Meccano Twins)
- Theory of steel (with the alias Meccano Twins)

### 2007
- Art Of Fighters – The album
- Do or die
- Redemption
- Vulcano action
- Track 4
- Let's get it on
- Brace for impact
- Eternal
- Getting blowed up
- Party starter
- Alpha release (with the alias Meccano Twins)
- Beta release (with the alias Meccano Twins)
- Superior (with the alias Meccano Twins)
- Tendrils of agony (with the alias Meccano Twins)
- Domin-hated (with the alias Meccano Twins)
- Dissolution (with the alias Meccano Twins)
- Complex man (with the alias Meccano Twins)
- Inner side (with the alias Meccano Twins)
- Magnitudo (with the alias Meccano Twins)

### 2008
- Finalino
- Unnecessary sacrifice (with the alias Meccano Twins)

### 2010
- United by hardness
- Symphony of the dead
- Rock on
- A new today
- The industry (with the alias Meccano Twins)
- Breaking the ground
- Meccane (with the alias Meccano Twins)
- Pain & Fear (with the alias Meccano Twins)
- Time has come (with the alias Meccano Twins)
- Gamma release (with the alias Meccano Twins)

### 2011
- Nirvana of Noise (official Dominator 2011 anthem)
- Freaks
- Plastic surgery
- God's fury
- Oh my sun
- Dead end street
- In for the kill (Bootleg)
- Combustion (with the alias Meccano Twins)
- Ignite (with the alias Meccano Twins)
- Delta release (with the alias Meccano Twins)

### 2012
- Toxic hotel (official Thunderdome 2011 anthem)
- The experiment
- Gravediggers
- Groundbreaker (with the alias Meccano Twins)

### 2013
- Tears of blood #TiH
- Restart the party #TiH
- Breath fire
- Electrogod
- The dark universe
- Out of control
- Resurrection
- Fuck you!
- Rocket
- Hell's voices (with the alias Meccano Twins)
- Strike (with the alias Meccano Twins)
- WTFisthis #TiH (with the alias Meccano Twins)
- People make me sick (with the alias Meccano Twins)
- A.D.A.M. (with the alias Meccano Twins)
- R.A.W. (with the alias Meccano Twins)

### 2014
- Badass
- Apocalypse
- My Drug: The competition (with Alien T)
- Keep on Rocking
- Goodbye (See you Next Time)

### 2015
- Words of War (Traxtorm 0139)
- Hellfire
- Hear Me Coming

## Remixes
- Meccano Twins - Sinapse (AoF remix) (2003)
- DJ J.D.A. vs Bass-D & King Matthew – Survivors Of Hardcore (Art Of Fighters Remix) (2004)
- Mental Wreckage - Ediskrad (Meccano Twins Remix) (2005)
- Promo - Different Breed Of Men (Meccano Twins Remix) (2008)
- Ruffneck & Ophidian - Noisemaker (Meccano Twins VIP) (2009)
- Tha Playah - The rule of cool (Art of Fighters Remix) (2010)
- Predator & Angerfist - The Switch (Meccano Twins Remix) (2010)
- The Stunned Guys & Art of Fighters - United By Hardness (Meccano Twins Remix) (2010)
- E-Noid - Order Chaos (Meccano Twins Refix) (2011)
- Art of Fighters - Toxic Hotel (Meccano Twins Remix) (2012)
- Wedlock - Acid Rain (Nosferatu & Meccano Twins Rmx) (2012)
- D-Passion - Blacklist Amok (Meccano Twins Remix) (2013)